# Leptochilus nahuus
Leptochilus nahuus är en stekelart som först beskrevs av Henri Saussure 1870.  Leptochilus nahuus ingår i släktet Leptochilus och familjen Eumenidae. Inga underarter finns listade i Catalogue of Life.